# Benamocarra
Benamocarra – gmina w Hiszpanii, w prowincji Malaga, w Andaluzji, o powierzchni 5,74 km². W 2011 roku gmina liczyła 3089 mieszkańców.